# Zespół pałacowo-folwarczny w Kopytówce
Zespół pałacowo-folwarczny w Kopytówce – w województwie małopolskim, w powiecie wadowickim, w gminie Brzeźnica.
Zespół, w skład którego wchodzą: dwór, oficyna, spichrz, park, oraz ogrodzenie zostały wpisane do rejestru zabytków nieruchomych województwa małopolskiego.

## Historia
W końcu XVII stulecia właścicielem dworu i wsi był Stanisław z Brzezia Paszkowski herbu Zadora.
Willę zbudowano w 1870 r. dla Józefa Bauma i jego żony Walerii z Duninów herbu Łabędź, według projektu Filipa Pokutyńskiego. W połowie XIX wieku dobra te odkupili krewni Walerii – Duninowie herbu Łabędź z Głębowic. Na przełomie XIX i XX w. Duninowie przebudowali dwór i byli właścicielami majątku do roku 1945 . Obecnie (2020 r.) w obiekcie prowadzi działalność Rolnicza Spółdzielnia Produkcyjna Piast w Kopytówce .

## Architektura
Dwór murowany, eklektyczny, w części parterowej nakryty dachem dwuspadowym, w części piętrowej dachem czterospadowym. Kondygnacje oddzielone gzymsem kordonowym. Na osi fasady drewniany ganek, nad wejściem herb Łabędź Duninów, nad nim trzy pary podwójnych okienek. Okna różnej wielkości ozdobione dekoracyjnymi ramami. W trzech narożnikach budowli ośmioboczne wieże nakryte dachem namiotowym. Ściany wież ozdobione prostokątnymi, wklęsłymi płycinami zakończonymi dzióbkami.

## Park
Dwór otoczony jest ogrodem i parkiem. Zachowały się w nim zabudowania gospodarcze: spichlerz, fragment oficyny, ruiny oranżerii oraz stajnie .

## Historia obrazu
Obraz Matki Bożej z Dzieciątkiem nieznanego autora, powstał na początku XVII w. pod wpływem wizerunku Matki Bożej w kościele parafialnym w Myślenicach, ale nie jest jego kopią . Pierwszym właścicielem obrazu był proboszcz w Krzywaczce, następnie proboszcz w Marcyporębie, potem jego bratowa Magdalena z Paszkowskich Dobrocieska, która z kolei w 1639 r. przekazała go swojemu bratu Stanisławowi Paszkowskiemu h. Radwan, który powiesił obraz w jednej ze swych komnat w dworku. 3 maja 1641 r. wieczorem Elżbieta Paszkowska, żona Stanisława, zauważyła krwawe łzy płynące z oczu Madonny. W tym też roku właściciel przekazał wizerunek Matki Bożej klasztorowi Bernardynów w Kalwarii Zebrzydowskiej. W 1658 r. komisja biskupia uznała obraz za cudowny. Do dzisiaj wisi w kaplicy i jest głównym czczonym tam obrazem Matki Bożej Kalwaryjskiej.